# توم سوتون
توم سوتون (بالإنجليزية: Tom Sutton)‏ هو فنان أمريكي، ولد في 15 أبريل 1937 في نورث آدمز في الولايات المتحدة، وتوفي في 1 مايو 2002 في أميسبوري في الولايات المتحدة.